# Marco Müller (Politiker)
Marco Müller (* 1975 in Riesa) ist ein deutscher Politiker (CDU). Seit August 2014 ist er Oberbürgermeister der Großen Kreisstadt Riesa im sächsischen Landkreis Meißen.

## Leben und Beruf
Marco Müller studierte Jura in Heidelberg und Leipzig. Zwischenzeitlich lebte er in Chemnitz.
Marco Müller wuchs in einer Dreiraumwohnung in der Erfurter Straße 5c auf.

## Persönliches
Müllers Frau ist in Riesa Kinderärztin. Er hat einen Sohn. Müller begeistert sich für Motorsport.

## Politik
Marco Müller ist Mitglied der CDU. Am 31. August 2014 wurde der Oberbürgermeister der Stadt Riesa zusammen mit dem sechsten sächsischen Landtag gewählt. Bei einer Wahlbeteiligung von 47,7 Prozent wurde Müller mit 57,3 Prozent der abgegebenen gültigen Stimmen zum neuen Oberbürgermeister gewählt.
Im Jahr 2021 wurde Müller bei einer Wahlbeteiligung von 40,98 Prozent mit 52,43 Prozent der gültigen Stimmen wiedergewählt.